# I Cowbuoi dell'Altopiano
I Cowbuoi dell'Altopiano (Wild West C.O.W.-Boys of the Moo Mesa) è una serie televisiva statunitense a cartoni animati prodotta nel 1992 da Ryan Brown, già autore delle Tartarughe Ninja. Si compone di 26 episodi, prodotti in due stagioni.
La serie è ambientata nell'immaginaria città di Cowtown, situata sulla cima di un altopiano ed abitata da un popolo di animali antropomorfi. Protagonisti sono i tre giustizieri conosciuti come C.O.W.-Boys (l'acronimo C.O.W. sta per "Code Of the West", in italiano "Il codice del West"). Capitanati dal toro Marshall Moo Montana, essi si prodigano per combattere i vari criminali e fuorilegge che intaccano la pace e la tranquillità della cittadina.

## Personaggi

### Personaggi principali
- Marshall Moo Montana: Capo dei C.O.W.-Boys e sceriffo dell'Altopiano Moo. Coraggioso e svelto, "si batte con i cattivi con i suoi zoccoli e fa del West un posto sicuro per pascolare".

- Dakota Dude: Toro dal temperamento calmo e mite, Dakota raramente dà in escandescenze e la sua calma interiore lo accompagna persino nelle situazioni in cui rischia la morte. Dakota accetterà di sposare Cowlamity Kate in un episodio per salvare l'eredità del padre della ragazza.

- Cowlorado Kid: Il più giovane del gruppo ed autoproclamatosi dongiovanni con una voce da usignolo, indipendentemente dalla sua esperienza con la chitarra, non è molto portato per fare l'eroe, anche se in un episodio cercherà di riscattarsi catturando un pericoloso giocatore d'azzardo chiamato Five Card Cud, solo per essere salvato in tempo da Montana e Dakota.

- Lo sceriffo Terrorbull: Scelto dal corrotto sindaco Bulloney, è un criminale che usa il posto di sceriffo come copertura per i suoi traffici sporchi, agendo spesso protetto da una doppia identità nota come il Toro Mascherato. Obbligato a lasciare Cowtown dopo aver perso una scommessa con Moo, diventa poi sceriffo della remota città di Lonesome Gulch, usando sempre la sua carica di sceriffo come copertura per i suoi reati.

- Sindaco Oscar Bulloney: Sindaco avido e corrotto della cittadina di Cowtown, controlla illegalmente le elezioni e aumenta le tasse a dismisura inscenando delle rapine da parte del Toro Mascherato. È anche il presidente della Banca di Cowtown e il Giudice di Pace.

- Lily Bovine: Barista, ex showgirl e proprietaria del saloon "The Tumbleweed", nonché potenziale fidanzata di Moo. La sua migliore amica è Cowlamity Kate.

- Cody Calf: soprannominato "Calf-Pint" (un gioco di parole tra "Calf" e "Half-Pint", che in inglese vuol dire "Mezza Pinta") da Moo e la sua banda, venera Moo come un idolo, e desidera, una volta cresciuto, diventare uno sceriffo come lui. Sembra essere imparentato con Lily Bovine e vive con lei, ma non è specificato se sia suo figlio oppure no, usando chiamarla "Miss Lily". A volte si caccia in grossi guai per aiutare Moo e la sua banda, ma è stato un valido aiuto in molte occasioni.

- Cowlamity Kate Cudster: Stalliera e operatrice della "Miniera Golden Cud", che offre alti profitti, è l'innamorata di Dakota. Nonostante il suo aspetto gracile, sa badare a sé stessa: sa lavorare e cavalcare come un uomo. Sposa Dakota in un episodio. Il suo nome è un riferimento all'eroina del West Calamity Jane.

- Saddle Sore e Boothill Buzzard: Sono i due tirapiedi dello sceriffo Terrorbull: Saddle Sore ha un corpo da scorpione, mentre Boothill Buzzard da avvoltoio. Insieme combinano un mucchio di pasticci, ma sono sempre pericolosi. Dei due il più coraggioso e intelligente è Saddle Sore, mentre a Buzzard toccano le faccende più imbarazzanti (come ad esempio vestirsi da donna).

### Personaggi secondari
- Buffalo Bull: Come suggerisce il nome, è un bisonte. È il fabbro di Cowtown ed è anche scienziato e inventore. Il suo nome è un riferimento al famoso cowboy Buffalo Bill. Assieme ai tre protagonisti è selezionabile come personaggio giocabile nel videogame ufficiale del cartone.
- Puma: Un vecchio puma con una folta e grigia barba, una tuba vecchia e vestiti rattoppati. È il tuttofare della città e può essere classificato come l'ubriacone del villaggio. Una volta vide il Toro Mascherato a viso scoperto durante una rapina e i quattro giustizieri lo attesero per testimoniare contro lo sceriffo Terrorbull. Sfortunatamente, Terrorbull venne assolto per mancanza di prove dovuto alla miopia del vecchio Puma.
- Josey "J.R" Rey: Un eccentrico inventore e scienziato indiano, la sua forma ricorda quella di un bisonte. Le sue invenzioni sono a volte fallimentari, ma altre volte hanno aiutato molto Moo e la sua banda.
- Tejua: Nipote di J.R. e compagna di giochi di Cody.
- Jake: Uno dei compagni di scuola e amici di Cody Calf. Tende a essere un po' più prudente e assennato rispetto ai suoi amici.
- Carly: Una dei compagni di scuola e amici di Cody Calf. Forse è la sorella di Jake, ed è anche più scaltra e avventurosa di lui.
- Jack: Un coniglio; è l'addetto alle poste e al telegrafo. Ha un cugino a Miller Glen, città natale di Moo Montana, anche lui addetto al telegrafo.
- Skull Duggery: Fantasma dal temperamento burrascoso, è una carcassa di mucca che un tempo apparteneva all'avido cercatore d'argento Tom Duggery: dopo aver cercato la sua ricchezza alla Montagna del Teschio, fu intrappolato da una terribile tempesta e condannato a rimanere nelle caverne. Ora il suo spirito infesta le miniere abbandonate, mettendo a dura prova chi invade i suoi territori e si dice che nessuno riesca ad uscire vivo dalla Montagna del Teschio. Ma ciò non ferma Cody Calf e i suoi amici Jake e Carly nel cercare il nascondiglio d'argento del minatore. Duggery viene sconfitto da Moo, che lo intrappola sotto un mucchio di massi. Un anno dopo, nella seconda stagione, Duggery scappa dalla miniera giusto nella notte di Halloween e si allea con i suoi amici Evil Eye ed Owl nel tentativo di vendicarsi di Moo.
- Bat Blastagun: Un pipistrello irascibile ed aggressivo, indossa un completo con bombetta. Nonostante vesta come un uomo di legge, ha anche una cintura da sceriffo, fatto che prova che è un avvocato passato al male.
- Sid Arachnid: Uno degli scagnozzi di Bat Blastagun dal corpo di tarantola. È stato lui a trovare il pezzo di cometa usato da Bat per rimpicciolire Moo e la sua banda.
- Gil A. Monster: Un mostro di Gila, altro scagnozzo di Blastagun.
- Rawhide Rattler: Un serpente a sonagli con un cappello nordista sulla testa. È sempre avvinghiato al collo di Gil A. Monster e, a differenza dei compagni, non sembra dotato di parola.

## La mutazione
Come nelle Tartarughe Ninja, anche qui i personaggi sono animali antropomorfi, frutto di una mutazione: se la causa per le Tartarughe era un composto di scorie radioattive, qui si tratta di un meteorite che, caduto su una zona imprecisata degli Stati Uniti, ha formato un altopiano sempre coperto dalle nuvole, che ha trasformato tutti gli abitanti di quella zona in esseri antropomorfi ed evolvendoli intellettualmente. Ispirati da vecchie storie del Selvaggio West, questa nuova comunità di bovini comincia a costruire una città propria, molto simile a quella degli umani e con stereotipi simili, sceriffi corrotti e politici inetti compresi. Tuttavia, la loro cultura del West è limitata e devono ricorrere a delle invenzioni improvvisate per "tappare i buchi".

## Fumetti
Archie Comics ha pubblicato alcune miniserie ispirate al cartone. Moo Montana, Cowlorado Kid e Dakota Dude inoltre appaiono in alcuni numeri della serie Tales of TMNT, in cui si alleano alle Tartarughe Ninja per sventare i piani malvagi dello Sceriffo Terrorbull e di Bat Blastagun.

## Videogioco
Nel 1992, stesso anno di messa in onda della serie televisiva, Konami ha sviluppato un videogioco di genere sparatutto a scorrimento, Wild West Cowboys of Moo Mesa, simile, per la storia e le location, ad un altro famoso videogioco sempre targato Konami (Sunset Riders).